# Singhiella simplex
Singhiella simplex és una espècie d'hemípter del gènere Singhiella, de la família dels Aleiròdids. Va ser descrita científicament per primera vegada per Singh el 1931.